# Вулиця Солом'янка (Львів)
Вулиця Солом'янка — вулиця у Залізничному районі міста Львова, у місцевості Скнилівок. Сполучає вулиці Чорнобаївську та Гостомельську.

## Історія
Вулиця прокладена на початку 1960-х років і 1962 року отримала назву Осетинська. Назва вулиці походила від найменування російського регіону — Осетія. Сучасна назва — вул. Солом'янка походить з 1993 року.

## Забудова
Забудова вулиці Солом'янка — одноповерхова садибна 1930-х років, одно- та двоповерхова індивідуальна 1970—2010 років, а також сучасна чотириповерхова.